# Alfred Ploetz

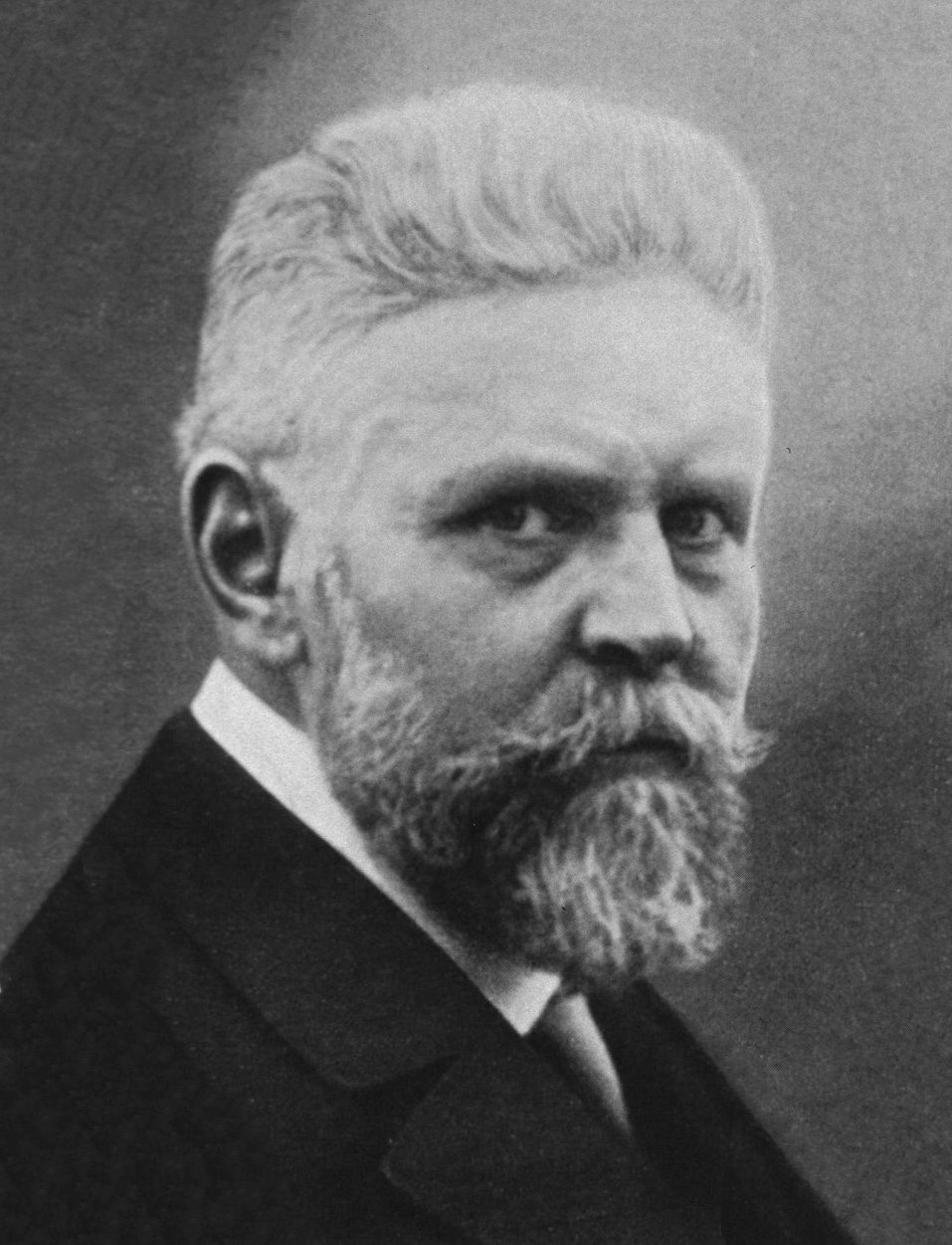
Alfred Ploetz

Alfred Ploetz (* 22. August 1860 in Swinemünde; † 20. März 1940 in Herrsching am Ammersee) war ein deutscher Arzt und Rassentheoretiker. Er gilt zusammen mit Wilhelm Schallmayer als Begründer der Eugenik in Deutschland und prägte dafür den Begriff Rassenhygiene.

## Leben
Ploetz verbrachte seine Schulzeit in Breslau. Bereits damals schloss er Freundschaft mit seinem Klassenkameraden Carl Hauptmann, Bruder von Gerhart Hauptmann. Als Primaner gründete er 1879 einen Schülergeheimbund zur „Ertüchtigung der Rasse“. In Gerhart Hauptmanns Drama Vor Sonnenaufgang, das am 20. Oktober 1889 in Berlin uraufgeführt wurde und am Fall einer „degenerierten“ Familie die Gefahren vererbter physisch-psychischer Belastungen für die Gesellschaft zeigt, trägt die Schlüsselfigur des Journalisten Loth die Züge Ploetzens.
Nach der Schulzeit studierte Ploetz in Breslau zunächst Nationalökonomie. Dort trat er der studentischen „Freien Wissenschaftlichen Vereinigung“ bei. Zu seinem Freundeskreis gehörten damals zunächst außer seinem Bruder der Freund aus den Schuljahren Ferdinand Simon (der später Schwiegersohn August Bebels wurde), die Brüder Carl und Gerhart Hauptmann, Heinrich Lux und Charles Proteus Steinmetz. Dieser Kreis las mit Begeisterung die Werke Haeckels und Darwins. Carl Hauptmann war Student von Ernst Haeckel; Gerhart Hauptmann und Ploetz besuchten einige seiner Vorlesungen. Dieser Kreis erweiterte sich, entwickelte einen Plan zur Gründung einer Kolonie in einem der pazifischen Staaten und etablierte sich als Verein „Pacific“. Geplant war „ein Gemeinwesen auf freundschaftlicher, sozialistischer und wohl auch pangermanischer Grundlage“. Im Zuge der Verfolgung von sozialistisch eingestellten Personen als Folge des Bismarckschen Sozialistengesetzes (1878–1890) floh Ploetz 1883 nach Zürich, wo er weiter Nationalökonomie bei Julius Platter (1844–1923) studierte. In seinen Memoiren nennt Ploetz als wichtigen Grund für seine Wahl von Zürich, dass beim Studium in Breslau sozialistische Theorien nur gestreift worden waren. In Zürich konnte er sich intensiver damit beschäftigen und die Bekanntschaft mit einigen Sozialisten und Sozialdemokraten machen. Die freie Schweiz mit ihrem liberalen Asylrecht war in den 1880er Jahren das Ziel verschiedener Personen, die unter politischer Verfolgung litten.
Im selben Jahr war der Verein „Pacific“ am 1. November 1883 in Breslau polizeilich angemeldet worden. Ploetz war als Präsident, Gerhart Hauptmann als Minister für Kultur und Carl als Minister für Wissenschaft vorgesehen. Die Gründer von „Pacific“ waren von Étienne Cabets Voyage en Icarie stark beeinflusst. Im Auftrag von „Pacific“ wurde Ploetz von Zürich aus in die USA entsandt, um diese utopische Kolonisten-Idee in einer Ikarier-Kolonie zu überprüfen, welche in Iowa eine Niederlassung hatte. In Chicago studierte er außerdem in der Staatsbibliothek die diversen sozialistischen Kolonien, musste aber feststellen, dass diese fast alle auf religiöser Basis aufgebaut waren. Unter den Ikariern lebte er ein halbes Jahr, hatte jedoch enttäuschende Erfahrungen wegen der auch dort herrschenden menschlichen Schwächen, was ihn zu der Erkenntnis brachte, dass die „Rasse“ nicht nur geschützt, sondern verbessert werden müsse.
Der Verein „Pacific“ wurde im Breslauer Sozialistenprozess angeklagt. Gerhart Hauptmann wurde 1887 diesbezüglich vernommen und auch zu Ploetz befragt, der „vor den Häschern des Sozialistengesetzes“ in die Schweiz geflohen war.
Wieder in Zürich angekommen, begann Ploetz mit seinem Medizinstudium. In Zürich lernte er den Psychiater Auguste Forel kennen, der auf eine Reihe sozialkritischer Studenten eine ungeheure Anziehungskraft ausübte und leidenschaftlich für Antialkoholismus und Frauenrechte eintrat. Es bildete sich ein Kreis von Studenten und Professoren, in dem viel diskutiert wurde und zu dem neben Ploetz und Forel Gustav von Bunge, Frank Wedekind, Richard Avenarius, Adolf Fick, Rudolf Pöch sowie Carl und Gerhart Hauptmann gehörten.
Hauptmann beschrieb diesen Kreis wie folgt: „Vererbungsfragen sind schon damals in der Medizin und darüber hinaus viel diskutiert worden. Unter Forels und Ploetzens Führung auch in unserem Kreis.“ Über die Zusammensetzung und die Teilnehmer des Kreises gibt es in der Literatur verschiedene Angaben. So werden noch Otto Lang und Agnes Bluhm, sowie Ernst Rüdin und seine Schwester Pauline (in der Familie auch Paule genannt), Eugen Bleuler und Hans Wolfgang Maier genannt.
1889 wurde Ploetz von Gerhart Hauptmann im Drama Vor Sonnenaufgang porträtiert. Er stand Modell für die Figur des Abstinenzlers Alfred Loth, den Hauptmann im Dramentext aus Gustav von Bunges Schrift Die Alkoholfrage (1887) zitieren lässt.
1890 wurde Ploetz im Fach Medizin promoviert und heiratete Pauline Rüdin, eine Ärztin, die im gleichen Jahr promoviert wurde. Mit Pauline zog Ploetz 1890 nach Springfield (USA), wo sie die nächsten vier Jahre in einer Art Kommune lebten, in der Ploetz seine sozialpolitischen Ideen zu verwirklichen versuchte. Pauline wurde 1898 von Ploetz wegen „Kinderlosigkeit der Ehe“ geschieden. Sie beging 1942 in der Schweiz Suizid. Ebenfalls um 1890 wandte sich Ploetz von seinen früheren sozialistischen Idealen ab und gelangte zu der Ansicht, dass eine zukünftige Gesellschaft in ihrer politischen Organisation nach den Grundsätzen des Darwinismus gestaltet werden müsse.
Nach seiner Scheidung heiratete Ploetz Anita Nordenholz und zog mit ihr nach Herrsching am Ammersee. Sie hatten zwei Söhne, Ulrich (genannt Uli) und Wilfrid (* 1912) Ploetz und dazwischen eine Tochter Cordelia, genannt Deda. Dank des Vermögens seiner zweiten Ehefrau wurde er Besitzer des Guts Rezensried bei Herrsching am Ammersee.
Ploetz gründete 1904 die Zeitschrift Archiv für Rassen- und Gesellschafts-Biologie (ARGB). 1905 war er Initiator der Gründung der Deutschen Gesellschaft für Rassenhygiene. Seine Arbeit für die Zeitschrift und die Gesellschaft wurde von Ernst Haeckel unterstützt, mit dem er befreundet war und regelmäßigen Kontakt hielt. Im Februar 1906 wurde er Mitglied in Haeckels Monistenbund. Ab 1910 war er im Vorstand der Deutschen Gesellschaft für Soziologie.
Zusammen mit Fritz Lenz und dem Arzt Arthur Wollny gründete Ploetz 1907 innerhalb der Gesellschaft für Rassenhygiene die Geheimorganisation „Ring der Norda“. 1910 gründeten Ploetz, Lenz und Wollny einen weiteren Geheimbund unter dem Namen „Nordischer Ring“, der später in „Bogenclub München“ umbenannt wurde. Alle diese Geheimbünde zur „Rettung der nordischen Rasse“ sollten in der Gesellschaft für Rassenhygiene Kristallisationskern für eine „nordisch-germanische Rassenhygiene“ sein und verpflichteten die Mitglieder zum Bekenntnis an den „nordischen Gedanken“.
1917 rief Ploetz zur Gründung einer Ortsgruppe der Deutschen Vaterlandspartei auf.
Zu seinem 70. Geburtstag am 22. August 1930 wurde er zum Ehrendoktor der Universität München ernannt.
Ploetz begrüßte die Machtergreifung durch die Nationalsozialisten und schrieb im April 1933 in einer Ergebenheitsadresse an Hitler, dass er dem Manne, „der die deutsche Rassenhygiene aus dem Gestrüpp ihres bisherigen Weges durch seine Willenskraft in das weite Feld freier Betätigung führt“, in „herzlicher Verehrung die Hand drücke“.
Im 1933 durch Reichsinnenminister Frick eingesetzten „Sachverständigenbeirat für Bevölkerungs- und Rassenpolitik“ war Ploetz neben Fritz Lenz, Ernst Rüdin und Hans F. K. Günther Mitglied in der Arbeitsgemeinschaft für Rassenhygiene und Rassenpolitik (AG II). Dieser Sachverständigenbeirat hatte die Aufgabe, alle Gesetzesentwürfe vor ihrer Beschlussfassung auf ihre bevölkerungs- und rassenpolitischen Auswirkungen und auf Fragen der politischen Durchsetzbarkeit hin zu prüfen.
1936 wurde er durch Hitler zum Professor ernannt, weil er, so der im Reichsinnenministerium tätige Arthur Gütt, „den Aufbau des Dritten Reiches in hohem Maße beeinflusst“ habe. Für seine Warnung vor den biologischen Folgen, die Krieg auf die menschliche Fortpflanzung hat, wurde er 1936 für den Friedensnobelpreis nominiert. Am 12. Mai 1937 beantragte er die Aufnahme in die NSDAP und wurde rückwirkend zum 1. Mai desselben Jahres aufgenommen (Mitgliedsnummer 4.457.957). Ebenfalls 1937 wurde er zum Mitglied der Leopoldina gewählt.
Ploetz ist Großvater der Übersetzerin Dagmar Ploetz, Ehefrau des Schriftstellers Uwe Timm.

## Wirken
In seinem Buch Die Tüchtigkeit unsrer Rasse und der Schutz der Schwachen (1895) entwarf er das Bild einer Gesellschaft, in der die rassenhygienischen Ideen zur Anwendung kommen. Prüfungen der moralischen und intellektuellen Fähigkeiten entscheiden über Heiratsmöglichkeiten und die erlaubte Kinderzahl und können auch ein Verbot der Fortpflanzung nach sich ziehen. Unerlaubt gezeugte Kinder werden abgetrieben, Kranke und Schwache, Zwillinge und Kinder, deren Eltern nach Ploetz Ansicht zu alt oder jung sind, werden „ausgemerzt“. Ob Ploetz dies als Warnung bzw. Utopie beschreibt oder als gewünschten Zustand, ist nicht eindeutig. Er schrieb:

„Die Erzeugung guter Kinder […] wird nicht irgend einem Zufall, einer angeheiterten Stunde überlassen, sondern geregelt nach Grundsätzen, die die Wissenschaft für Zeit und sonstige Bedingungen aufgestellt hat […]. Stellt es sich trotzdem heraus, dass das Neugeborene ein schwächliches oder missgestaltetes Kind ist, so wird ihm von dem Aerzte-Collegium, das über den Bürgerbrief der Gesellschaft entscheidet, ein sanfter Tod bereitet, sagen wir durch eine kleine Dose Morphium.“

Alfred Ploetz positioniert sich dort ferner entschieden gegen aufklärerisches Egalisierungsbestreben:

„Was die Beschränkung des Kampfes um’s Dasein und das Anwachsen der Contraselection anlangt, so erscheinen diese beiden Momente hauptsächlich als Gefolge des Siegeszuges, den der humanitäre Gleichberechtigungs-Gedanke durch unsere moderne Culturwelt angetreten hat.“

„Armen-Unterstützung darf nur minimal sein und nur an Leute verabfolgt werden, die keinen Einfluss mehr auf die Brutpflege haben. Solche und andere „humane Gefühlsduseleien“ wie Pflege der Kranken, der Blinden, Taubstummen, überhaupt aller Schwachen, hindern oder verzögern nur die Wirksamkeit der natürlichen Zuchtwahl.“

Der „nordischen Rasse“ räumte Ploetz einen besonderen Stellenwert ein. Seine Schriften übten einen starken Einfluss auf die nationalsozialistische Rassenlehre aus.
Die spätere Verbindung der Rassenhygiene mit dem Antisemitismus war von Ploetz selbst aber noch keineswegs angelegt. So rühmte er angesichts der ersten antisemitischen Wahlerfolge 1893 sogar die Qualitäten der „jüdischen Rasse“ und kritisierte den Antisemitismus: „Die hohe geistige Befähigung der Juden und ihre hervorragende Rolle in dem Entwickelungsprocess der Menschheit muss angesichts der Namen Jesus, Spinoza, Marx ohne Weiteres mit Freuden anerkannt werden. […] Der ganze Antisemitismus ist ein Schlag in’s Wasser, dessen Wellenkreise in der Fluth der naturwissenschaftlichen Erkenntniss und der humanen Demokratie langsam vergehen werden.“
Der frühe Alfred Ploetz fand keinen wesentlichen Unterschied im „Rassencharakter“ zwischen Ariern und Juden. Die geistige Talentiertheit der Juden sowie ihre Rolle im Entwicklungsprozess der Menschheit machten sie zur unverzichtbaren Größe im „Verfahren der Rassenmischung“, die Ploetz für ein geeignetes Mittel zur Steigerung der „Rassentüchtigkeit“ hielt. Allerdings wurden die Juden von Ploetz nur aufgrund ihres arischen Rassenanteils für wertvoll gehalten, das heißt, Ploetz verband die Rassenzugehörigkeit mit einer gewissen Qualität, weshalb er den semitischen Rassenanteil als den inferioren gegenüber dem arischen beurteilte. In den 1920er Jahren wandelte sich seine Haltung insofern, als die Juden nun für rassisch und optisch identifizierbar, das heißt für einen reinen Typus gehalten wurden.
Später revidierte er auch diese Ansicht. Ploetz distanzierte sich von der Idee der positiven Rassenmischung und plädierte für Rassenreinheit. Er hob die Besonderheit der Juden hervor, deren geistige Charakteristika nun negativ umkippen würden in Gewinnstreben, Individualismus oder mangelnde Liebe zum Militär und zur Nation. Neben der innergesellschaftlichen Auslese favorisierte er die weltweite Dominanz der arischen Rasse.
Nach seinem Tod 1940 bescheinigte ihm der Nationalsozialist und Rassenhygieniker Otmar Freiherr von Verschuer mit „innerer Anteilnahme und Begeisterung […] die nationalsozialistische Bewegung miterlebt und das Werk des Führers bewundert“ zu haben. Die Nordische Gesellschaft würdigte ihn zwei Jahre vorher als den „aufrechten deutschen Mann und Forscher, der durch seine verdienstvollen Leistungen beigetragen hat zum Aufbau unserer nationalsozialistischen Weltanschauung“.

## Schriften (Auswahl)
- Die Vorgänge in den Froschhoden unter dem Einfluss der Jahreszeit: Vergleich von Rana temporaria und esculenta. Inaugural-Dissertation Zürich, Univ., Diss., 1890; Archiv für Anatomie und Physiologie, Suppl., 1890; Veit, Leipzig 1890.
- Die Tüchtigkeit unsrer Rasse und der Schutz der Schwachen. Ein Versuch über Rassenhygiene und ihr Verhältniss zu den humanen Idealen, besonders zum Socialismus. (Grundlinien einer Rassen-Hygiene. I. Theil.) S. Fischer, Berlin 1895. (Digitalisat)
- Ziele und Aufgaben der Rassenhygiene. Vieweg, Braunschweig 1911. Sonderdruck aus: Deutsche Vierteljahrsschrift für öffentliche Gesundheitspflege, Band 43, 1
- Die Bedeutung der Frühehe für die Volkserneuerung nach dem Kriege. J. F. Lehmanns, 1918, S. 77–87.
- Sozialanthropologie. Teubner, Leipzig 1923.
- Volksaufartung. Erbkunde. Eheberatung. 1930.
- Rassenhygiene und Krieg. In: Bevölkerungsfragen. Bericht des Internationalen Kongresses für Bevölkerungswissenschaft, Berlin, 26. August – 1. September 1935. München 1936, S. 615–620.

## Festschrift
- Festschrift zum 70. Geburtstag von Alfred Ploetz am 22. August 1930. München 1930. (Archiv für Rassen- und Gesellschaftsbiologie, 24. Band.)